# Светлин Танчев
Светлин Генов Танчев е български учен (зоотехник, генетик), кмет на община Стара Загора (2007 – 2011).

## Биография
Роден е в Кнежа през 1953 г. Завършва зоотехника във Висшия институт по зоотехника и ветеринарна медицина (ВИЗВМ, днес Тракийски университет) в Стара Загора през 1979 г. Става „кандидат на селскостопанските науки“ (днес „доктор“) по генетика (1986), с друга дисертация придобива научната степен „доктор на науките“ (2006). Специализира в Брага (Португалия), Лимерик (Ирландия) и в колежа „Харпър Адамс“ в Англия.
Постъпва като асистент в катедра „Генетика и развъждане на животните“ към Зоотехническия факултет на ВИЗВМ през 1979 г. Става доцент (1989) и професор (2007) по генетика – преди началото на кметския му мандат през 2007 г. Ректор е 2 мандата (1999 – 2007) на Тракийския университет, преди това е работил като ръководител на катедра, заместник-декан и декан на Аграрния факултет.
На местните избори през 2007 г. печели с минимална преднина на втори тур изборите за кмет на Стара Загора като кандидат на коалиция около партия ГЕРБ. Кмет е на общината до 2011 г., след което не е предложен за преизбиране.
Умира от COVID-19 на 18 март 2021 г. Смъртта е настъпила при транспортирането му към столична болница, погребан е в село Малка Верея край града, където живее последните години.